# 象山贤庠站
象山贤庠站是浙江省宁波市建设中的一座高架市域铁路车站，属于宁波轨道交通12号线。车站计划于2027年启用。站名来自象山县贤庠镇，为避免与鄞州咸祥站同名，车站定名为象山贤庠站。

## 车站形制
象山贤庠站位于象山县贤庠镇盛宁线、环港公路路口西侧。车站垂直环港公路呈西北-东南方向布置，为高架三层侧式车站，长100米，宽22.7米，单侧站台宽7.5米，总建筑面积为6974平方米。

## 出口
象山贤庠站规划设置2个出口。